# Eiko Jamazawa
Eiko Jamazawa (山沢 栄子, Jamazawa Eiko, 19. února 1899 Ósaka – 16. července 1995) byla významná japonská fotografka.

## Životopis
Vystudovala nihongu na Soukromé ženské škole výtvarných umění. Vystudovala olejomalbu na Kalifornské škole výtvarných umění kde pracovala s americkou fotografkou Consuelou Kanaga. V roce 1931 otevřela portrétní studio v Ósace. V roce 1950 založila Institut fotografie Yamazawa v Ósace. V roce 1960 přešla k abstrakci.